# Romstal Leasing
Romstal Leasing a fost înființată în anul 1998, având ca obiect de activitate finanțarea în sistem leasing financiar și operațional a autovehiculelor, echipamentelor și imobilelor.
În portofoliul companiei, autoturismele dețin o pondere de 32%, autovehiculele comerciale 45%, echipamentele 17%, imobilele 5,5%, iar motocicletele 1% (mai 2008).
Valoarea contractelor Romstal Leasing în anul 2007 este de 211 milioane Euro.
La finalul anului 2006, KBC, unul dintre cele mai importante grupuri financiare din Europa Centrală și de Est a achiziționat pachetul majoritar de acțiuni în cadrul Romstal Leasing pentru suma de 70 milioane Euro.
KBC Lease este o sucursală a KBC Bank și este prezentă pe piața de leasing, renting, fleet management și a tranzacțiilor de refinanțare. În prezent (iunie 2008), KBC Lease are peste 1.500 de angajați și activează în 15 țări din Europa de Vest, precum și în țări din Europa Centrală și de Est.